# Francisco Ignacio Chamorro
Francisco Ignacio Chamorro Sotomayor y Vilavicencio (Sevilla, España, 23 de enero de 1719-Nueva Guatemala de la Asunción, 4 de noviembre de 1785) fue un coronel, comerciante, y caballero de la Orden de Santiago que se desempeñó como alcalde mayor de  San Salvador, Chimaltenango, Escuintla, Totonicapán y Huehuetenango, corregidor de Quetzaltenango, regidor y alcalde ordinario de Santiago de Guatemala.

## Biografía
Nació en la ciudad de Sevilla el 23 de enero de 1719; siendo hijo de Pedro Chamorro de Sotomayor y de la Torre, y María de Murga y Villavicencio. Alrededor del año 1740 viajó a residir a la Capitanía General de Guatemala; asentándose en la ciudad de San Miguel en la alcaldía mayor de San Salvador, donde el 12 de abril de 1742 fue nombrado regidor y alcalde provincial de la Santa Hermandad; en esta misma ciudad se casó con Josefa de Molina y Castilla, con quien engendró 5 hijos llamados María Isabel, Ana, Catalina, Francisco y Lucrecia. En el año 1755 fue elegido para liderar uno de los dos regimientos de caballería en la ciudad de San Miguel que fueron formados por las órdenes del presidente-gobernador y capitán general de Guatemala Alonso de Arcos Moreno.
Para el año de 1752 estaba radicado en ciudad de Santiago de Guatemala donde se casó por segunda vez con María Antonia de Cepeda y González de Batres, con quien engendró dos hijas llamadas María de los Dolores y María Josefa. En esa ciudad antedicha se dedicaría al comercio importando mercancías desde España; asimismo, tenía varias haciendas en la alcaldía mayor de San Salvador.
El 5 de diciembre de 1758, el capitán general de Guatemala lo designó como alcalde mayor de San Salvador, lo cual fue aprobado por el rey Fernando VI el 14 de ese mes y año; tomando posesión el 24 de enero de 1759, en sustitución de Bernabé de la Torre Trasierra (el cual fue destituido debido a los malentendidos entre este y los comerciantes de Guatemala), ejerciendo ese cargo hasta el año de 1761.
En 1767 fue nombrado regidor sencillo y posteriormente regidor perpetuo del ayuntamiento de Santiago de Guatemala. En 1772 fue elegido alcalde de segundo voto, ese mismo año ejerció los cargos de alcalde mayor de Chimaltenango y teniente de capitán general del Valle de Sacatepéquez y se convirtió en caballero de la Orden de Santiago. Con posteridad ejercería los cargos de alcalde mayor de Escuintla y receptor de alcabalas, y después de alcalde mayor de Totonicapán y Huehuetenango.
En 1777 ejerció el papel de juez de policía y en 1778 fue juez de tintas. Para 1783 fue elegido regidor de la Nueva Guatemala de la Asunción, siendo después nombrado corregidor de Quetzaltenango. Fallecería el 4 de noviembre de 1785 en la ciudad de Nueva Guatemala.